# Hyalonema geminatum
Hyalonema geminatum är en svampdjursart som först beskrevs av Lendenfeld 1915.  Hyalonema geminatum ingår i släktet Hyalonema och familjen Hyalonematidae. Inga underarter finns listade i Catalogue of Life.